# Lloyd Blankfein
 (juin 2013).
Si vous disposez d'ouvrages ou d'articles de référence ou si vous connaissez des sites web de qualité traitant du thème abordé ici, merci de compléter l'article en donnant les références utiles à sa vérifiabilité et en les liant à la section « Notes et références ».

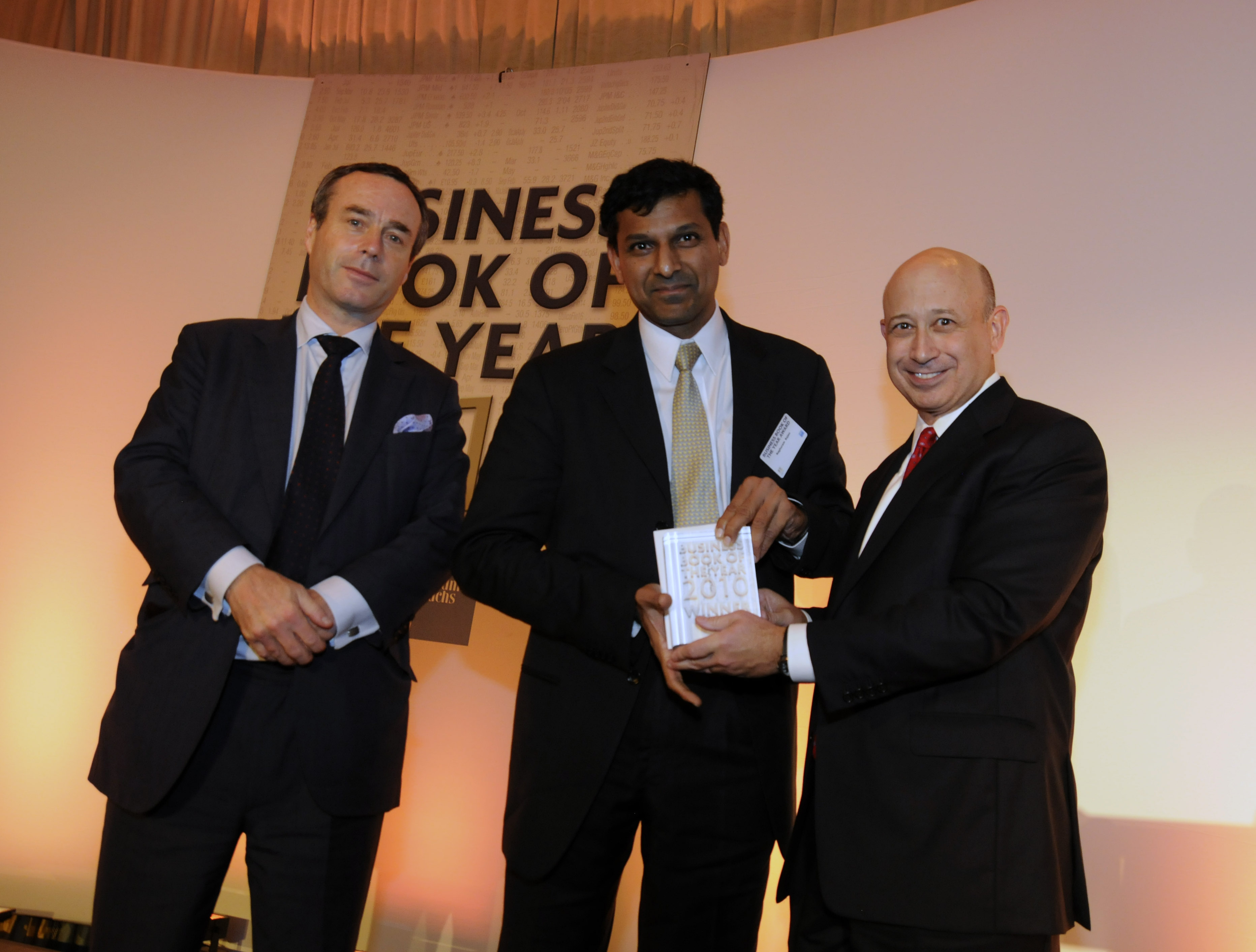
Lionel Barber, Raghuram Rajan et Lloyd Blankfein.

Lloyd Craig Blankfein (né le 20 septembre 1954) a été le chief executive officer de Goldman Sachs de 2006 à 2018. Il avait pris ses fonctions après le départ de Hank Paulson comme secrétaire d'État au Trésor de George W. Bush.

## Biographie
Blankfein est né dans le Bronx de New York en 1954, dans une famille juive pauvre, il a été élevé dans les logements sociaux de la New York City Housing Authority. Son père était un commis des postes à Manhattan et sa mère était une réceptionniste. Il a travaillé comme vendeur de concession au Yankee Stadium. Il a reçu l'enseignement primaire et secondaire dans les écoles publiques de la ville de New York et a été major de promotion à Thomas Jefferson High School en 1971. Il a fréquenté l'université Harvard et a obtenu son diplôme (A.B. Bachelor of Arts) en 1975. En 1978, Blankfein a reçu un Juris Doctor (J.D.) de la Harvard Law School.
Blankfein a travaillé comme juriste d'entreprise spécialisé dans les impôts pour le cabinet Donovan, Leisure, Newton & Irvine. En 1981, il rejoint le bras commercial de Goldman Sachs en tant que spécialiste du cours des métaux précieux dans son bureau de Londres.
Il est le président du Gala de l'Asia Society de la famille Rockefeller à New York. Il siège au conseil d'administration de la Fondation Robin Hood, un organisme de bienfaisance qui cherche à réduire la pauvreté à New York et il est conseiller de supervision du Weill Medical College de l'université Cornell.
Un bon mot qu'il a un jour prononcé — « Je fais le travail de Dieu » — a largement été repris dans les médias, le Sunday Times juxtaposant par exemple sa photographie avec une image du Roi Soleil en première page de son supplément.
Situé sur l'aile droite du Parti démocrate, il se montre virulent à l'égard de Bernie Sanders :  « Sanders est aussi polarisant que Trump, et il ruinera notre économie. Il se moque de notre armée. Si j’étais russe, cette fois, je choisirais Sanders ».